# Henry Winneke

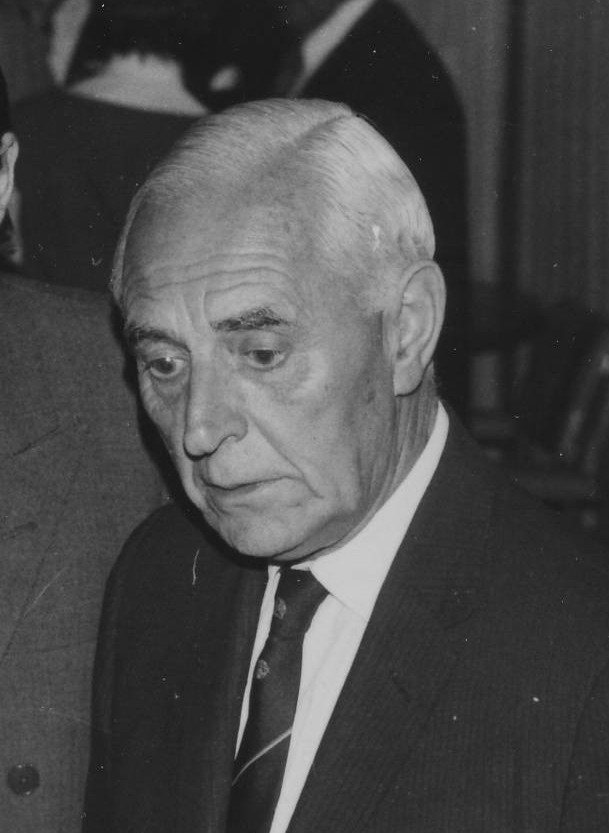
Henry Winneke (1980)

Sir Henry Arthur Winneke (* 20. Oktober 1908 in Melbourne, Australien; † 28. Dezember 1985) war Vorsitzender des Obersten Gerichtshofs von Victoria und Gouverneur von Victoria.

## Leben
Winneke wurde 1908 als Sohn eines Richters mit deutschen Wurzeln, Henry Christian Winneke, im Melbourner Stadtteil Fitzroy North geboren. 1930 schloss er ein Jurastudium an der University of Melbourne mit dem Master ab. Ab 1931 war er als Barrister tätig. Bei Ausbruch des Zweiten Weltkriegs im Jahre 1939 trat er in die Royal Australian Air Force ein. 1941 wurde er zum Group Captain (Oberst) befördert.
Nach 1945 nahm Winneke seine Tätigkeit als Barrister wieder auf. 1949 wurde er zum Kronanwalt ernannt, zwei Jahre später zum Generalstaatsanwalt (Solicitor-General) von Victoria. 1964 erhielt er schließlich den Posten des Vorsitzenden des Obersten Gerichtshofs von Victoria. 1974 trat er hiervon zurück, da ihm die Stelle als Gouverneur von Victoria angeboten worden war. Dieses Amt übte er bis 1982 aus.
Winneke war zweimal verheiratet und hinterließ zwei Söhne.

## Auszeichnungen
- Officer of the Order of the British Empire (1944)
- Knight of the Order of St. John (1957)
- Knight Commander of the Order of St. Michael and St. George (1966)
- Knight Commander of the Royal Victorian Order (1977)
- Companion of the Order of Australia (1982)
- Ehrendoktorwürden der University of Melbourne und der Monash University